# Ștefana Lazăr
Ștefana Lazăr (* 10. Februar 2002) ist eine rumänische Tennisspielerin.

## Karriere
Lazăr spielt vorrangig auf der ITF Women’s World Tennis Tour, wo sie bislang einen Titel im Doppel gewinnen konnte.
2020 und 2021 erreichte sie bei ITF-Turnieren im Doppel mehrere Viertelfinals sowie im Dezember 2020 das Halbfinale in Antalya.
2022 erhielt sie eine Wildcard für die Qualifikation zum Hauptfeld des Dameneinzels bei den BCR Iași Open, ihrem ersten Turnier der WTA Challenger Series.

## Turniersiege

### Doppel
| Nr. | Datum         | Turnier | Kategorie | Belag | Partnerin        | Finalgegnerin                    | Ergebnis         |
| --- | ------------- | ------- | --------- | ----- | ---------------- | -------------------------------- | ---------------- |
| 1.  | 11. Juni 2023 | Kočevje | ITF W15   | Sand  | Vittoria Modesti | Margarita Ignatjeva Anna Ozerova | 4:6, 7:5, [10:3] |